# Вера Бояджиева-Фол
Вера Христова Бояджиева-Фол е българска детска писателка, учителка, журналистка и общественичка.

## Биография
Родена е на 30 май 1893 г. в София. В някои източници посочва 1894, 1897 и 1898 г. Баща ѝ е архитектът Христо Бояджиев. През 1918 г. завършва славянска филология в Софийския университет. През 1923 г. завършва двугодишен курс по предучилищна педагогика в Карлсруе, Германия, а през 1929 г. със стипендия на Германската академия следва в Берлинския университет.
Учителка е по български и немски език в София. През 1928 – 1929 г. е кореспондентка на вестник „Демократически сговор“ за Франция, Гърция и Германия.
Сътрудничи на списанията „Везни“, „Отец Паисий“, „Стрелец“, „Хиперион“ и вестниците „Литературен глас“, „Мир“, „Слово“, „Вечерна поща“, „Заря“, „Зора“, „Вечер“, „Вестник на жената“, „Модерна домакиня“, „Българка“, „Прозорче“, „Светулка“, „Детска радост“, „Детски свят“, „Християнче“. По-късно изпраща дописки и произведения до вестник „Народен женски глас“ и списанията „Жената днес“, „Септемврийче“ и „Пламъче“.
В края на 20-те – началото на 30-те години на XX в. става инициаторка и основателка на Клуба на българските писателки. Сътрудничи си с различни женски дружества в София, Варна и Пловдив. През 1927 г. става една от основателките на Българския женски съюз за просвета и култура. Заедно с Евгения Марс и Санда Йовчева тя списва вестник „Българка“ и съставя антологията „Наши писателки“. През 1931 г. е приета за членка в Дружеството на детските писатели. Авторка е на произведенията „Добрият Дядо Господ“ (1928), „От земята до небето“ (1930), „Дърварят и горската царкиня“ (1931), „Цирк“ (пиеса, 1943), „Цирк“ (роман, 1943), „Иванчо“, „Лъвското сърце“ (1947); „Дядо Коледа“, „Живата кукла“.
През 1929 – 1930 г. осъществява пътуване с кораб по маршрута Варна – Цариград – Хайфа – Палестина – Александрия – делтата на Нил – Кайро – Суецкия канал – Бейрут – Мерсина – остров Кипър – Варна. Пише поредица от пътеписи „Писма от горещия Изток“, които публикува във вестник „Литературен глас“ през 1931 – 1932 г., а през 1939 г. издава книгата „Горещият Изток“.
Делегатка е в Германия на Първия световен конгрес на жените борци за равноправие. Превежда от немски и френски език.
Умира през 1989 г. Личният ѝ архив се съхранява във фонд 562К в Централния държавен архив. Той се състои от 80 архивни единици от периода 1900 – 1960 г.

## Семейство
Сестра е на художника – импресионист Иван Бояджиев. Съпруга е на писателя Николай Фол и майка на траколога професор Александър Фол.